# Nuova A.M.G. Sebastiani Basket Rieti 2006-2007
La NSB Rieti nella stagione 2006-2007 ha partecipato al campionato nazionale di Legadue.

## Risultati ottenuti
- Legadue: 1º posto
- Coppa Italia di Legadue: Campione

## Roster
| N° | Naz.                   | Ruolo | Sportivo                              | Anno | Alt. | Peso |
| -- | ---------------------- | ----- | ------------------------------------- | ---- | ---- | ---- |
| 4  | Italia (bandiera)      | P     | Davide Bonora                         | 1973 | 186  | 84   |
| 5  | Italia (bandiera)      | G     | Patricio Prato                        | 1979 | 193  | 85   |
| 8  | Italia (bandiera)      | G     | Guido Rosselli                        | 1983 | 198  | 100  |
| 9  | Italia (bandiera)      | AG    | Alessandro Cittadini (dal 30/03/2007) | 1979 | 207  | 103  |
| 10 | Italia (bandiera)      | AG    | Roberto Feliciangeli                  | 1974 | 203  | 97   |
| 11 | Regno Unito (bandiera) | C     | Wade Helliwell                        | 1978 | 211  | 118  |
| 14 | Italia (bandiera)      | C     | Massimiliano Rizzo                    | 1969 | 205  | 102  |
| 15 | Stati Uniti (bandiera) | AG    | Marcus Melvin                         | 1982 | 203  | 110  |
| 17 | Italia (bandiera)      | G     | Michele Mian                          | 1973 | 196  | 90   |
| 18 | Italia (bandiera)      | AG    | Marko Verginella (dal 13/01/2007)     | 1978 | 202  | 94   |
| 20 | Stati Uniti (bandiera) | G     | Joe Smith                             | 1977 | 193  | 94   |
|    | Italia (bandiera)      | C     | Simone Bagnoli (fino al 24/01/2007)   | 1981 | 205  | 100  |
|    | Regno Unito (bandiera) | C     | Chris Pearson (fino al 04/12/2006)    | 1979 | 208  | 108  |
|    | Italia (bandiera)      | P     | Mattia Cavoli                         | 1989 |      |      |

## Staff tecnico
- Allenatore: Lino Lardo
- Assistente: Alessandro Giuliani
- Assistente: Enrico Miluzzi
- Preparatore atletico: Giuseppe Annino
- Medico: Gioberto Costini
- Massaggiatore: Luigi Cerasa

## Società
- Presidente: Gaetano Papalia
- General manager: Antonello Riva
- Procuratore generale: Giuliano Colarieti
- Team manager: Domenico Zampolini